# قزم

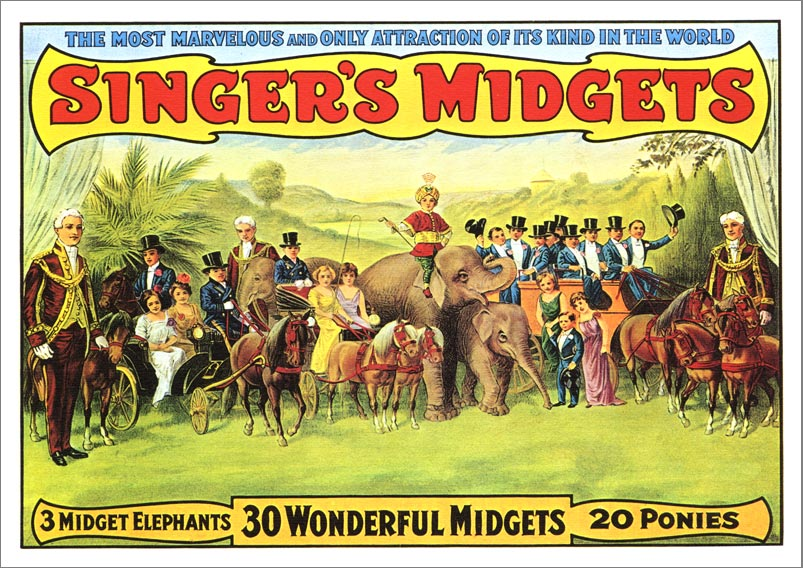
فرقة المطربون الأقزام طافت الولايات المتحدة من 1910 لـ1935 ولقت "نجاحا ضخما".

قزم هو مصطلح يطلق على شخص قصير القامة بشكل غير اعتيادي حتى أن البعض يعتبرها ازدراء. وفي حين أنه ليس مصطلحا طبيا، تم إطلاق اللقب على الأشخاص قصار القامة، والذين عادة يكونون مصابون بمرض القزامة، بالأخص القزامة المتناسبة.
قد يشير المصطلح كذلك إلى أي شيء حجمه أصغر بكثير من الحجم الطبيعي، كمرادف لكلمة «مُصغَّر»، مثل الخلية القزمة، والتفاحة القزمة، وسيارة MG ميدجيت، وشاحنة دايهاتسو ميدجيت، وطائرة موستانج ميدجيت، أو قد يشير إلى أي شئ يستخدم أي شئ أصغر من الطبيعي بانتظام مثل سيارة السباق القزمة، والربع سيارة القزمة المستخدمة في السباقات، أو قد يشير لنسخة أصغر من لعبة أو مشاركة مثل الجولف القزم، أو لأي شيء مصمم لمشاركين صغار للغاية -غالبا من الأطفال- مثل لعبة ميدجيت أوتوبيا في ديزني لاند، والهوكي القزم، وكرة القدم القزمة.

## التاريخ

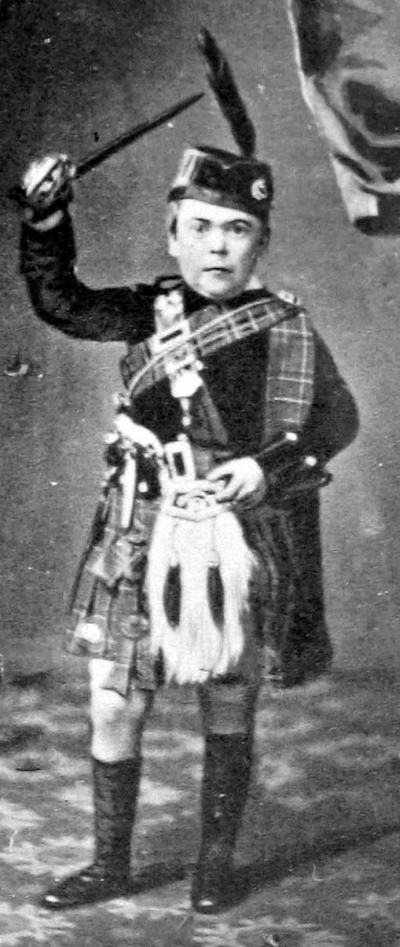
تشارليس شيروود ستراتون في دور «الجنرال توم ثامب»، حوالي 1861

يشير قاموس ميريام-ويبستر إلى أن الاستخدام الأول لمصطلح «قزم» كان في 1816.
لطالما كان الأقزام فنانين مسلين ذوي شعبية، ولكن عادة ما كان يُنظر لهم بعين الاشمئزاز والنفور في المجتمع. في أوائل القرن التاسع عشر، حملت طبقة الوسطى عاطفة رومانسية نحو الأقزام ونظرت إليهم بنفس العطف الحنون الذي نظروا به للأطفال، كمخلوقات بريئة. برز مصطلح «قزم» في منتصف القرن التاسع عشر بعدما استخدمته هيريت ستو في رواياتها «ذكريات مشمسة لأراضي الغرباء» و«ناس المدينة القديمة» في وصفها للأطفال ولرجل قصير للغاية، على الترتيب. ساعد بي تي بارنوم بشكل غير مباشر في نشر مصلح «قزم» حين بدأ في تقديم "الجنرال توم ثامب"، ولافينيا وارين، والعميد نات في السيرك الخاص به. أصبح مصطلح «قزم» مرتبطًا بالإشارة للأشخاص قصار القامة في العروض العامة للفت النظر وفي الرياضة. على أي حال، تم رفع أقزام بارنوم لمكانة اجتماعية عالية، ومنحهم ألقاب عسكرية خيالية، وعرضهم على الشخصيات البارزة والملوك، وإغراقهم بالهدايا.
استمرت تلك العروض على نطاق واسع خلال منتصف القرن العشرين، وتم جلب أقزام هيرمينس من باريس ليظهروا في معرض نيويورك الدولي في 1939، وهو نفس العام الذي أطلقت فيه شركة مترو غولدوين ماير فيلم ساحر أوز، والذي ضم 124 قزمًا في فريق العمل، كان أغلبهم من فريق المغنون الأقزام.
حين تمت محاورتهم في 1999، ذكر المشاركون في «مصارعة الأقزام» أنهم لا يرون أن مصطلح «مصارعة الأقزام» مهين، إنما للساطة يصف حجمهم الصغير، مع ذلك، اختلف معهم آخرون حيث وصف أحدهم أن العروض نفسها تخلد صورة قديمة ومهينة.
نحو نهاية القرن العشرين، اعتبر البعض مصطلح «قزم» مهينًا حين يستخدم للإشارة إلى الأشخاص المصابين بمرض القزامة. استثناء واحد جدير بالذكر، كان الممثل هيرفي فيليتشايز الذي فضل مصطلح «قزم».